# Factor de producție
Noțiunea de factor de producție cuprinde totalitatea mijloacelor materiale și imateriale, și a activităților care contribuie la producerea de bunuri și servicii.